# Carlo Bomans
Carlo Bomans (nascido em 10 de junho de 1963, em Bree) é um ex-ciclista bélgico. Bomans competiu na prova de estrada individual nos Jogos Olímpicos de Verão de 1984 em Los Angeles, mas não conseguiu terminar.